# Agences administratives temporaires établies par la Russie en Ukraine
 (juillet 2024).

Territoire ukrainien occupé par la Russie.

Lors de l'invasion russe de l'Ukraine à partir de février 2022, la Russie met en place une série d'agences administratives temporaires prorusses sur le territoire ukrainien qu'elle occupe. Elles visent à consolider son contrôle sur les zones occupées. 
Le 27 septembre 2022, des référendums en Ukraine occupée, largement considérés comme fantoches, mènent à l'annexion russe du sud et de l'est du pays, qui a lieu officiellement trois jours plus tard. 
Dans les régions illégalement occupées, la Russie a recours à la violence pour réprimer les mouvements de résistance pro-ukrainiens.

## Mise en place de l'occupation
Le 27 février, le maire de Koupiansk, dans l'oblast de Kharkiv, Guennadi Matsegora remet la ville à l'armée russe sans résistance, et est retenu comme maire. Le 12 mars, l'armée russe met en place une agence administrative temporaire à Melitopol et nomme Halyna Danyltchenko (en) comme maire de la ville, l'ancien maire Ivan Fedorov ayant été arrêté par l'armée russe. Le 26 mars 2022, les autorités de la république autonome de Crimée occupée par la Russie annoncent que la Russie a créé une « agence administrative militaire-civile de Kherson » dans l'oblast occupé de Kherson. L'homme politique pro-russe Vladimir Saldo est nommé gouverneur. 
Le 22 avril, Dmitri Belik, membre de la Douma d'État, déclare qu'après la fin de « l'opération militaire spéciale », la Russie rétablira le district fédéral de Crimée pour annexer le sud de l'Ukraine à la Russie. Auparavant, le président russe Vladimir Poutine a déclaré que la Russie n'a pas l'intention d'occuper l'Ukraine.

## Vie des habitants des zones occupées par la Russie
Selon Sergueï Tsekov (en), membre du Conseil de la fédération de Russie, le but de l'établissement par l'armée russe de branches administratives dans les zones occupées est de maintenir les moyens de subsistance de la population et d'optimiser la gestion des colonies et des territoires (activité des hôpitaux, logement et services à la personne et services d'urgence). Le gouvernement du territoire occupé doit fournir de la nourriture, recevoir et organiser l'aide humanitaire et, dans certains cas, remplir les fonctions d'un organisme chargé de l'application de la loi.
Cependant, un enseignant de l'Académie militaire de l'état-major russe déclare à BBC News Russian que les autorités militaires russes ne réalisent pas un bon travail pour gérer les villes occupées. Il révèle que les habitants et responsables des zones occupées ont signalé des pénuries de produits alimentaires et agricoles locaux,,.
Afin d'intimider les civils et d'affaiblir leur volonté de résistance, l'armée russe enlève régulièrement des responsables locaux. Après le début de l'occupation de l'oblast de Kherson par les troupes russes, presque la moitié des habitants quittent la ville de Kherson, et un cinquième fuit même au-delà de l'oblast de Kherson. Ceux qui restent participent d'abord à des rasssemblements pro-ukrainiens. Par la suite, l'armée russe impose un pouvoir de terreur et l'État signale un grand nombre d'enlèvements, de cas de torture, de pillages et de viols. L'armée russe interdit aux personnes des zones occupées de se rendre dans les zones contrôlées par les forces ukrainiennes, et emmène près de 900 000 citoyens ukrainiens en Russie,. Les autorités russes retiennent aussi des civils ukrainiens prisonniers dans des camps de filtration.
En outre, l'armée russe intimide ou kidnappe régulièrement des journalistes, les forçant à faire de la propagande au profit de la Russie,. La commissaire ukrainienne aux droits de l'homme de la Rada, Lioudmyla Denissova, accuse l'armée russe « d'instaurer la terreur et la censure » dans les territoires occupés. Selon certaines informations, l'armée russe aurait forcé des étudiants universitaires, dans les zones contrôlées par la république populaire autoproclamée de Donetsk (RPD) et la RPL à donner leur sang collectivement pour les soldats russes blessés. De tels actes violeraient les onventions de Genève s'ils sont avérés.
Les forces russes retirent le drapeau ukrainien dans la zone occupée. À Iakymivka, dans l'oblast de Zaporijjia, ils forcent un habitant local qui a décroché le drapeau russe à s'excuser auprès de la caméra. L'administration d'occupation tente de remplacer la hryvnia ukrainienne par le rouble russe, et délivre également des passeports russes dans le territoire occupé. En matière de culture, les chaînes en langue ukrainienne sont interdites de diffusion dans les zones occupées et les chaînes de télévision remplacées par des chaînes en langue russe et des stations d'information contrôlées par le gouvernement russe,. En matière d’éducation, Moscou impose dans les territoires occupés un programme scolaire visant à effacer toute trace de l’Ukraine. La langue, la littérature et l’histoire ukrainiennes sont remplacées par leurs équivalents russes, et toute mention de l’Ukraine est supprimée des manuels scolaires. « Il y a une forte incitation à l’endoctrinement des enfants », explique Jaroslava Barbieri, chercheuse à l’université de Birmingham.
Selon un décret signé par Vladimir Poutine, à partir de janvier 2025, les Ukrainiens dépourvus de passeport russe seront considérés comme des étrangers, avec un risque d’expulsion à la clé.

## Agences administratives temporaires créées par la Russie et leurs chefs

### Oblast de Nikolaïev
- Commandant de la junte : Youriy Barbachov (en)[24]

### Oblast de Kherson
- Chef du gouvernement militaire : Victor Bedrik (uk)[25]
- Chef adjoint du gouvernement militaire : Vladimir Saldo (Vice-président du Comité de salut pour la paix et l'ordre (en))[26]
- Gouverneur : Sergueï Ielisseïev (en)[27]
- Lieutenant-gouverneur : Kirill Stremooussov (Président du Comité de salut pour la paix et l'ordre (en), mort en novembre 2022)[28]
- Lieutenant-gouverneur : Ekaterina Goubareva[27]
- Lieutenant-gouverneur : Vitaly Bouliouk (uk)[27]
- Maire de Kherson : Oleksandr Kobets[26]
- Maire de Kakhovka : Pavlo Filiptchouk (uk)[29]
- Maire de Nova Kakhovka : Vladimir Leondyev[29]
- Maire de Skadovsk : Sergueï Chvajko[29]

### Oblast de Zaporojié
- Gouverneur : Yevhen Balytskyi (en)[29]
- Maire de Melitopol : Halyna Danyltchenko (en)[3]
- Maire de Berdiansk : Oleksandr Saoulenko (uk)[2]
- Maire d'Enerhodar : Andriy Chevtchyk (uk)[29]

En septembre 2022, un presbytère d'une église protestante de la ville de Melitopol a été persécuté avant d'être relâché et de s'enfuir. Il était accusé d'être un agent américain du fait de sa religieux.
Dans la région, en 2025, il est  exigé de présenter un passeport russe pour revendiquer la propriété d’un bien, notamment lorsque celui-ci a été arbitrairement requalifié en « sans sans propriétaire ».

### Oblast de Donetsk(République populaire de Donetsk)
- Maire de Marioupol : Konstantin Ivachtchenko (en)[32]
- Adjointe au maire de Marioupol : Victoria Karatcheva[33]
- Maire de Volnovakha : Artur Anziferov[29]

Début 2024, le gouvernement russe a commencé à confisquer les logements des habitants, exigeant la création d'un passeport russe pour récupérer leur bien.  

### Oblast de Lougansk(République populaire de Louhansk)
- Maire de Roubijné : Serhiy Khortiv (uk)[29]

### Oblast de Kharkov
- Gouverneur : Vitaly Ganchev (uk)[34] , perd le contrôle de la majeure partie de l'État après la contre-offensive de Kharkiv et s'enfuit en Russie[35]
- Lieutenant-gouverneur et ministre en chef : Andriy Alekseïenko (uk)[36]
- Maire de Velykyï Bourlouk : Yevhen Iounakov, tué par la résistance[37]
- Maire de Koupiansk : Guennadi Matsegora[2], perd le contrôle de la ville et s'enfuit en Russie[35]
- Maire d'Izioum : Vladislav Sokolov, qui perd le contrôle de la ville et s'enfuit en Russie[35]